# Lijst van voetbalinterlands Albanië - Noord-Macedonië (vrouwen)
Deze lijst van voetbalinterlands is een overzicht van alle officiële voetbalwedstrijden tussen de nationale vrouwenteams van Albanië en Noord-Macedonië. De landen hebben tot nu toe vijf keer tegen elkaar gespeeld.

## Wedstrijden
| № | Plaats   | Datum            | Competitie        | Wedstrijd                 | Uitslag |
| - | -------- | ---------------- | ----------------- | ------------------------- | ------- |
| 1 | Struga   | 10 november 2011 | Vriendschappelijk | Macedonië − Albanië       | 1 − 4   |
| 2 | Pogradec | 22 mei 2012      | Vriendschappelijk | Albanië − Macedonië       | 2 − 0   |
| 3 | Pogradec | 29 mei 2013      | Vriendschappelijk | Albanië − Macedonië       | 3 − 4   |
| 4 | Ohrid    | 17 juni 2019     | Vriendschappelijk | Noord-Macedonië − Albanië | 1 − 3   |
| 5 | Elbasan  | 7 april 2023     | Vriendschappelijk | Albanië − Noord-Macedonië | 3 − 1   |

## Samenvatting
| Competitie        | Totaal gespeeld | Winst Albanië | Gelijk | Winst Noord-Macedonië | Doelsaldo Albanië – Noord-Macedonië |
| ----------------- | --------------- | ------------- | ------ | --------------------- | ----------------------------------- |
| Vriendschappelijk | 5               | 4             | 0      | 1                     | 15 − 7                              |
| Totaal            | 5               | 4             | 0      | 1                     | 15 − 7                              |